# Згорња Полскава
Згорња Полскава (словен. Zgornja Polskava) је насељено место у општини Словенска Бистрица, Подравска регија, Словенија.

## Историја
До територијалне реорганизације у Словенији била је у саставу старе општине Словенска Бистрица.

## Становништво
У попису становништва из 2011. године, Згорња Полскава је имала 1.208 становника.
| Број становника према пописима | Број становника према пописима | Број становника према пописима |
| ------------------------------ | ------------------------------ | ------------------------------ |
| 1991                           | 2002                           | 2011                           |
| 946                            | 1.126                          | 1.208                          |

Напомена: Године 1992. увећан за део насеља Буковец. Године 2017. извршена је мања размена територија између насеља Згорња Полскава, Клопце и Ритозној.
- панорама
- улаз у насеље
- унутрашњост цркве
- дворац